# Aemilia mineosa
Aemilia mineosa är en fjärilsart som beskrevs av Rothschild 1910. Aemilia mineosa ingår i släktet Aemilia och familjen björnspinnare. Inga underarter finns listade i Catalogue of Life.